# Rio Gârdani
O Rio Gârdani é um rio da Romênia, afluente do Someş, localizado no distrito de Maramureş.